# Mesopleciella lepida
Mesopleciella lepida (лат.) — ископаемый вид двукрылых насекомых рода Mesopleciella из семейства Protopleciidae Rohdendorf 1946. Обнаружен в юрских отложениях России (Дая, приток реки Куренга, бассейн Шилки, Забайкалье, Россия, глушковская свита, титонский ярус, около 150 млн лет).

## Описание
Мелкие двукрылые насекомые. Длина крыла — 2,5 мм. Голова не сохранилась. Крыло очень узкое (в 2,9 раза длиннее своей ширины). Брюшко параллельностороннее.
Название вида M. lepida происходит от греческого слова lepidus («изящный»). Вид Mesopleciella lepida был впервые описан по отпечатку комара в 1990 году советским палеоэнтомологом Владимиром Григорьевичем Ковалёвым (1942—1987; ПИН АН СССР, Москва) под первоначальным названием Bryanka lepida вместе с таксонами Antefungivora zherichini, Bryanka antis, Bryanka venusta, Sciaromima major, Catotricha mesozoica, Lycoriomimodes atropos, Megarhyphus rectinervis и другими новыми ископаемыми видами. Вместе с сестринскими таксонами (Mesopleciella incorporalis, Mesopleciella longipennis, Mesopleciella minor, Mesopleciella phryneoides, образует вымерший род †Mesopleciella Rohdendorf 1946, близкий к таксонам Archipleciomima и Archipleciomima.